# Backlash (2025)
Pour les articles homonymes, voir Backlash.
L'édition 2025 de Backlash (commercialisé sous le nom de Backlash St. Louis) est un Premium Live Event de catch (lutte professionnelle) produit par la World Wrestling Entertainment, une fédération de catch américaine qui est télédiffusée et visible en paiement à la séance sur le WWE Network. L'événement a eu lieu le 10 mai 2025 à la Enterprise Center à Saint-Louis dans le Missouri. Il s'agit de la vingtième édition de Backlash.

## Contexte
Les spectacles de la World Wrestling Entertainment (WWE) sont constitués de matchs aux résultats prédéterminés par les scénaristes de la WWE. Ces rencontres sont justifiées par des storylines – une rivalité avec un catcheur, la plupart du temps – ou par des qualifications survenues dans les shows de la WWE telles que Raw et SmackDown. Tous les catcheurs possèdent une gimmick, c'est-à-dire qu'ils incarnent un personnage gentil (Face) ou méchant (Heel), qui évolue au fil des rencontres. Un événement comme Backlash est donc un événement tournant pour les différentes storylines en cours.
Le 14 mars 2025, la WWE annonce la 20e édition de Backlash, qui se tiendra à la Enterprise Center à Saint-Louis dans le Missouri le 10 mai 2025.

### John Cena (c) contre Randy Orton
Le 20 avril 2025 à WrestleMania 41, John Cena bat Cody Rhodes pour remporter l'Undisputed WWE Championship pour la 17ème fois. Le lendemain à Raw, alors que Cena célèbre sa victoire, Randy Orton l'attaque par surprise avec un RKO. Lors du SmackDown suivant, Orton défie Cena pour le titre ce soir-là mais le champion décline, déclarant que leur match aura lieu à Backlash.

### Lyra Valkyria (c) contre Becky Lynch
Durant le pré-show de WrestleMania 41, Bayley qui était supposer faire équipe avec Lyra Valkyria pour le WWE Women's Tag Team Championship le lendemain a été attaqué. Le lendemain, Becky Lynch effectue son retour en tant que nouvelle partenaire de Valkyria afin de remporter les titres. Cependant, lors du match revanche le lendemain à Raw, les deux femmes perdent le titre. Après le match, Lynch attaque sa partenaire. La semaine suivante, Lynch avoue que s'était elle qui avait attaqué Bayley en lui reprochant son amitié avec Valkyria. Valkyria l'interrompt et a défié Lynch de la combattre ce soir-là, cependant, Lynch a refusé. La championne décide ensuite de défendre son WWE Women's Intercontinental Championship à Backlash que Lynch accepte.

### Gunther contre Pat McAfee
À Raw, le lendemain de WrestleMania 41, Gunther s'est disputé avec les commentateurs Michael Cole et Pat McAfee, se sentant méprisé par eux après sa défaite à WrestleMania. Gunther a alors attaqué Cole, ce qui a conduit McAfee à attaquer Gunther pour le défendre. Cependant, Gunther a réussi à le maîtriser et à l'étrangler. Gunther a ensuite été condamné à une amende et suspendu par le directeur général de Raw, Adam Pearce. La semaine suivante, McAfee voulait affronter Gunther et a demandé au directeur général de SmackDown, Nick Aldis, qui remplaçait Pearce ce soir-là, de lever la suspension de Gunther. Aldis a refusé et a proposé un match entre eux à Backlash, ce que McAfee a accepté.

### Jacob Fatu (c) contre LA Knight contre Drew McIntyre contre Damian Priest
Lors de la première soirée de WrestleMania 41, Jacob Fatu a battu LA Knight pour remporter le WWE United States Championship, et le lendemain, lors de la deuxième soirée, Drew McIntyre a battu Damian Priest lors d'un Sin City Street Fight. Lors de l'épisode suivant de SmackDown, pendant la célébration de The Bloodline (Fatu et Solo Sikoa), Knight a interrompu le match en déclarant qu'il voulait sa revanche. McIntyre a également interrompu le match et, après avoir provoqué Priest, il a déclaré vouloir lui aussi un match de championnat. Le directeur général de SmackDown, Nick Aldis, a programmé un match entre Knight et McIntyre plus tard dans la soirée pour déterminer l'aspirant numéro un au titre de champion des États-Unis de Fatu. Pendant le match, Priest a attaqué McIntyre, tandis que Sikoa attaquait Knight. Cependant, l'arbitre n'a remarqué que l'attaque de Priest, accordant à McIntyre une victoire par disqualification. Après cela, Fatu s'est tenu droit devant Knight et Priest. Lors de l'épisode suivant, Knight et Priest s'affrontèrent sans contestation à la suite de l'intervention de Sikoa. Après le match, Priest et Knight se battent avec Fatu et Sikoa. Aldis organisa alors un Triple Threat match entre Fatu, Priest et Knight pour le WWE United States Championship à Backlash. Cependant, après que Sikoa eut déclaré que McIntyre devait remporter le titre en raison de sa victoire par disqualification, Aldis organisa un Fatal Four-Way match pour le titre, impliquant également McIntyre à Backlash.

### Dominik Mysterio (c) contre Penta
Lors de la deuxième soirée de WrestleMania 41, Dominik Mysterio, du Judgment Day, a remporté le WWE Intercontinental Championship lors d'un Fatal Four Way match impliquant également Penta et Finn Bálor, son coéquipier, qu'il a battu. Lors de l'épisode suivant de Raw, Mysterio a défendu son titre avec succès contre Penta après l'intervention de JD McDonagh, de retour. Lors de l'épisode suivant, Penta est intervenu dans le match par équipe de Bálor et McDonagh, ce qui leur a coûté la victoire. Une semaine plus tard, Penta a battu McDonagh malgré l'intervention de Bálor et Carlito. Plus tard dans la soirée, il a été annoncé que Mysterio défendrait son titre contre Penta à Backlash.

## Tableaux des matchs
| Ordre par numéros                                                                         | Résultat                                                   | Stipulation(s)                                                 | Temps |
| ----------------------------------------------------------------------------------------- | ---------------------------------------------------------- | -------------------------------------------------------------- | ----- |
| 1                                                                                         | Jacob Fatu (c) bat LA Knight, Drew McIntyre, Damian Priest | Fatal Four Way match pour le WWE United States Championship    | 17:55 |
| 2                                                                                         | Lyra Valkyria (c) bat Becky Lynch                          | Match simple pour le WWE Women's Intercontinental Championship | 18:45 |
| 3                                                                                         | Dominik Mysterio (c) bat Penta                             | Match simple pour WWE Intercontinental Championship            | 9:20  |
| 4                                                                                         | Gunther bat Pat McAfee                                     | Match simple                                                   | 14:00 |
| 5                                                                                         | John Cena (c) bat Randy Orton                              | Match simple pour l'Undisputed WWE Championship                | 27:49 |
| La lettre C placée entre parenthèses désigne la personne ou l’équipe championne en titre. |                                                            |                                                                |       |